# جاكوب إيسون
جاكوب إيسون (بالإنجليزية: Jacob Eason)‏ هو لاعب كرة قدم أمريكية أمريكي، ولد في 17 نوفمبر 1997 في ليك ستيفنز في الولايات المتحدة.

## روابط خارجية
- جاكوب إيسون على موقع مرجع كرة القدم المحترفة.كوم (الإنجليزية)
- جاكوب إيسون على موقع كلية كرة القدم في سبورتس رفرنس.كوم (الإنجليزية)